# Zeittafel der Herzogenauracher Geschichte
Die Zeittafel der Herzogenauracher Geschichte nennt wichtige Ereignisse der Geschichte der Stadt Herzogenaurach.
Alle Ereignisse sind nach dem Gregorianischen Kalender eingetragen worden.

## Zeittafel

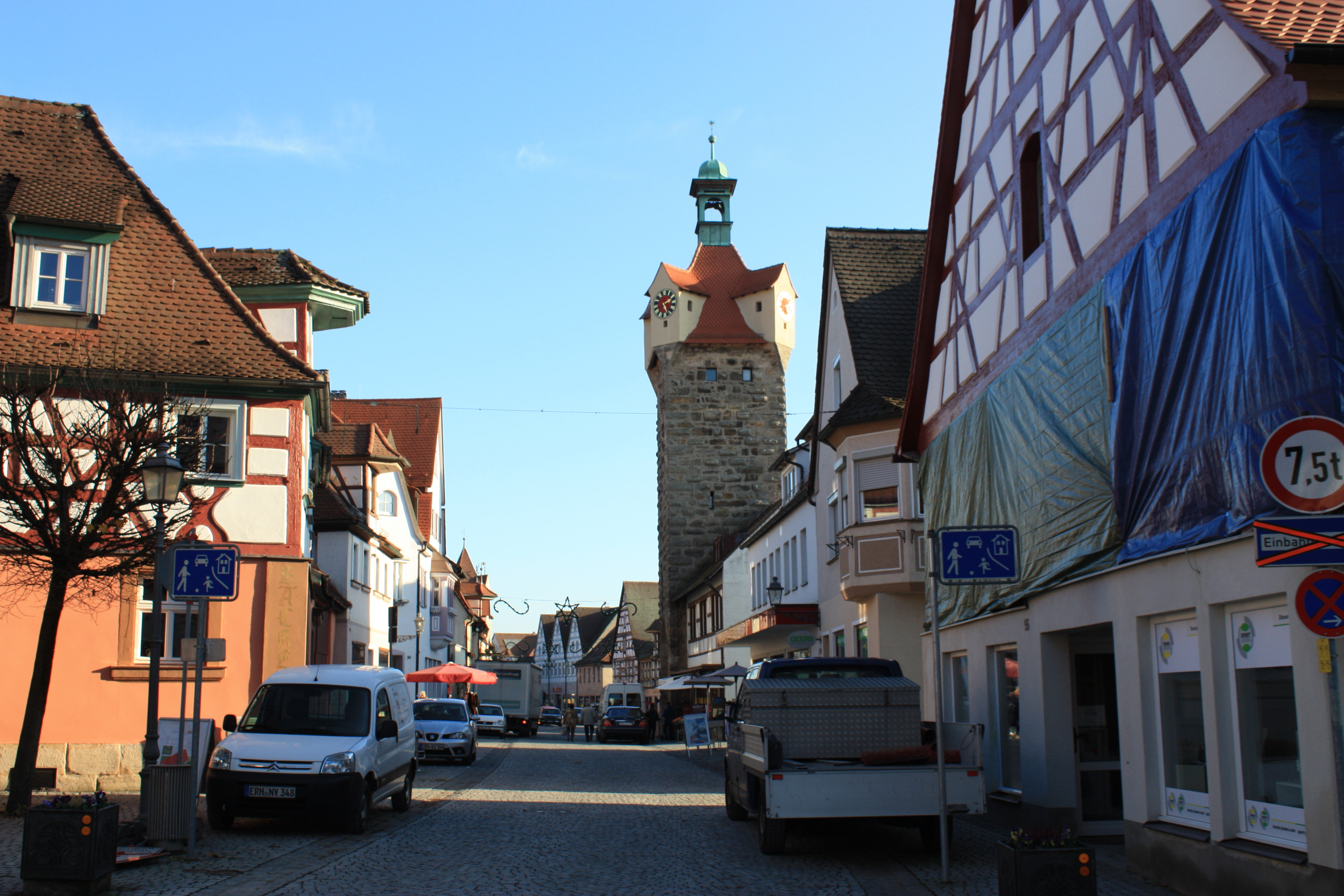
Herzogenauracher Altstadt

Quelle: 
| Jahr       | Ereignis                                                                                         | Anmerkung |
| ---------- | ------------------------------------------------------------------------------------------------ | --- |
| 1002       | Erste urkundliche Erwähnung Herzogenaurachs                                                      | Damals hieß die Stadt noch Uraha (neuhochdeutsche Übersetzung: Auerochsenwasser)                                                                               |
| 1021       | Kaiser Heinrich II. schenkt den karolingischen Königshof Aurach an das Erzbistum Bamberg         | Das Herzogenauracher Stadtwappen; der Bamberger Löwe |
| ab 11. Jh. | Ausbau der Stadt und Anfang der Befestigung der Stadt                                            | |
| 13. Jh.    | Das Schloss in Herzogenaurach wurde westlich des alten Schlosses errichtet                       | |
| 1337       | Erstmalige Erwähnung des jetzigen Namen der Stadt Herzogenaurach                                 | Erwähnung in einem Rechnungsbuch der Familie Holzschuh |
| 1348       | Erste Erwähnung der Tuchmacherei in Herzogenaurach                                               | |
| um 1400    | Bau der Herzogenauracher Pfarrkirche endet                                                       | Legende besagt, dass ursprünglich ein anderer Bauplatz geplant war. Doch als dort immer wieder das Baumaterial verschwand, baute man sie am heutigen Standort. |
| 1450       | Plünderungen durch Albrecht Achilles im Ersten Markgrafenkrieg                                   | |
| 1496       | Ausbruch der Pest in Herzogenaurach                                                              | |
| 1511       | Konrad Reyther stiftet das Herzogenauracher Spital                                               | |
| 1520       | Zweiter Ausbruch der Pest                                                                        | |
| 1552       | Bedrohung durch Albrecht Alcibiades und den Zweiten Markgrafenkrieg                              | |
| 1607       | Dritte Welle der Pest macht weiteren Menschen zu schaffen                                        | |
| 1631/32    | Schwedische Truppen quartieren sich im Dreißigjährigen Krieg in Herzogenaurach ein; Plünderungen | |
| 18. Jh.    | Fürstbischof Lothar Franz von Schönborn ließ das Schloss in barocker Form erneuern               | |
| 1804       | Besetzung durch die Preußen                                                                      | |
| 1806       | Besetzung durch die Franzosen                                                                    | |
| 1810       | Herzogenaurach wird Teil des Bayerischen Königreichs                                             | |
| 1865       | Mit der Filzschuhproduktion wird begonnen                                                        | |
| 1866       | Erste mit Dampf angetriebene Tuchfabrik                                                          | |
| 1894       | Beendigung der Bauarbeiten der Bahnstrecke Erlangen-Bruck-Herzogenaurach                         | |
| 1905       | Erste Fernsprechverbindung mit der Stadt Erlangen                                                | |
| 1924       | Gründung der Schuhfabrik der Gebrüder Dassler                                                    | |
| 1941       | Hochwasserkatastrophe                                                                            | |
| 1945       | Einmarsch der US-amerikanischen Truppen; Ende des Kriegs für Herzogenaurach                      | |
| 1946       | Produktionsbeginn bei Schaeffler                                                                 | |
| 1948       | Gründung der Firmen adidas und PUMA                                                              | |
| 1967       | Fertigstellung des neuen Rathauses                                                               | |
| 1972       | Gebietsreform; Angliederung an Mittelfranken                                                     | |
| 1974       | Einweihung des Gymnasiums in Herzogenaurach                                                      | Start mit 175 Schülern und 12 Lehrern; heute über 1150 Schüler und über 90 Lehrer                                                                              |
| 1992       | Abzug der US-amerikanischen Streitkräfte aus Herzogenaurach                                      | |
| 1998       | 650 Jahre Stadtrecht Herzogenaurach                                                              | |
| 2002       | 1000 Jahre Herzogenaurach (Uraha)                                                                | |
| 2006       | Trainingslager der argentinischen Nationalmannschaft in Herzogenaurach                           | |

## Mittelalter
Ursprünglich hieß die Siedlung „Uraha“, was etwa Viehtränke am Fluss bedeutete (althochdt. ur für Rind, aha für fließendes Gewässer). Daraus wurde später Aurach, ein in Bayern häufiger Orts- und Flussname. Zur Unterscheidung von vielen anderen Orten gleichen Namens wurde Herzogenaurach daraus, möglicherweise wegen der Herzöge von Andechs-Meranien, die im Mittelalter dort begütert waren. Die Siedlung war aus einem fränkischen Königshof hervorgegangen.
Die ersten nachweislichen Erwähnungen finden sich in einer Urkunde, die Kaiser Heinrich 1002 ausstellen ließ. 1021 wird Herzogenaurach an das Bistum Bamberg verschenkt, welches das Leben der Bürger bis zum Jahre 1803 bestimmt. 1228 wurde die Stadt Sitz eines Bamberger Amtmanns, welcher seine Residenz im neu erbautem Schloss in Herzogenaurach bezog.
In den darauffolgenden Jahren entwickelte sich die Stadt immer weiter, vor allem das Tuchmachergewebe erblühte in der Zeit. 1450 wurde die Stadt weiter befestigt. Mehrmals wurde die Stadt von Pestepidemien heimgesucht, was die Entwicklung verzögerte.
Seit dem 12. Jh. ging die meiste Gefahr von der freien Reichsstadt Nürnberg und den Burggrafen von Ansbach und Nürnberg aus. Mehrmals plünderten auch die Stadtknechte der Reichsstadt Herzogenaurach und führten unter anderem Stalltiere aus der kleinen Stadt.
In der ersten Hälfte des 14. Jh. bekam Herzogenaurach das Stadtrecht.

## Neuzeit
1553 besetzte der Markgraf von Brandenburg, Albrecht Alcibiades, im sog. zweiten Markgrafenkrieg und verlangte 18 000 Gulden Brandschatzung.
Nach vielen Plünderungen, Kontributionen und Brandschatzungen nach dem Dreißigjährigen Krieg vollzog sich der Wiederaufbau der Stadt nur langsam. Im ausgehendem 18. Jahrhundert zogen französische und österreichische Truppen infolge der Koalitionskriege durch die Stadt, was den mühsam erworbenen Wohlstand endgültig vernichtete.

### 19. Jahrhundert

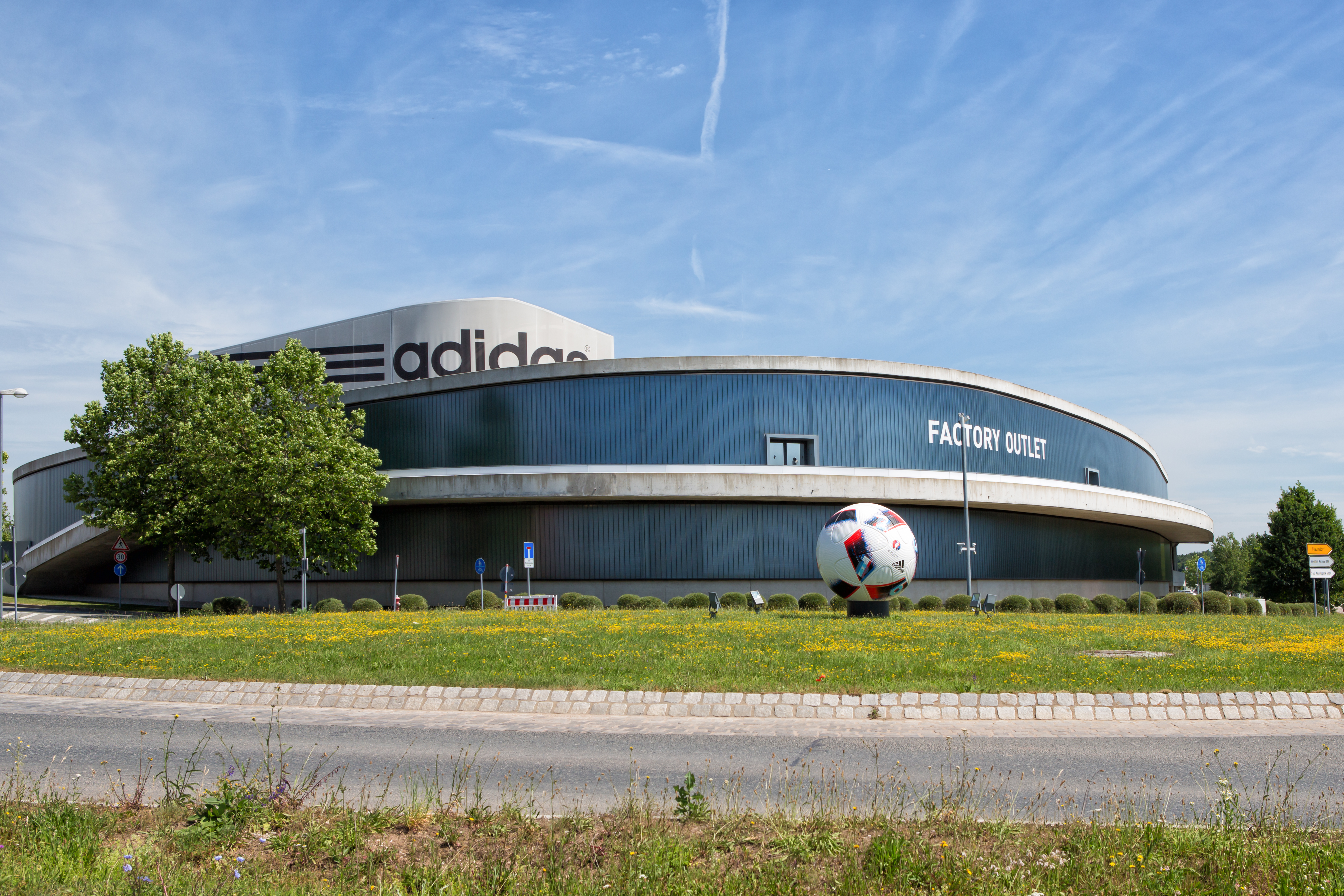
Adidas-Outlet in Herzogenaurach

Infolge des Reichsfriedens von 1802 kam Herzogenaurach 1803 an die bayerische Krone, 1803 an die Preußen und 1806 schließlich an die Franzosen. 1810 kam Herzogenaurach dann endgültig an die bayerische Regierung.
1884 wird wegen der Industrialisierung die erste Schuhproduktion in Herzogenaurach eröffnet.

### 20. Jahrhundert
1902 begann Adolf Dassler damit, Sportschuhe in Herzogenaurach zu produzieren. Zusammen mit seinem Bruder Rudolf gelang es ihm, einen großen Erfolg zu landen. Auch nach der Trennung der Firma der Brüder behielten sie den Stammsitz in der Gründerstadt.
Ende der 1920er und Anfang 1930er Jahre wuchs die Arbeitslosenzahl aufgrund der Weltwirtschaftskrise.
Mit Glück überstand Herzogenaurach den Zweiten Weltkrieg unversehrt, weswegen Massen an Flüchtlingen in die Stadt strömten; allein deswegen stieg die Zahl an Einwohnern von 4940 Menschen auf über 6000 Menschen. Mit den neuen Menschen kamen auch neue Industriezweige hinzu, wie die Nadellagerherstellung der Firma Schaeffler, welches zurzeit über 7000 Arbeitsplätze stellt. Bis 1972 ließen sich viele kleinere Orte eingemeinden. 1980 bestand Herzogenaurach aus 13 Stadtteilen und 17 000 Einwohnern.

### 21. Jahrhundert
Bis heute ist die Stadt Herzogenaurach mit 23 000 Einwohnern die größte Stadt im Landkreis Erlangen-Höchstadt. Für viele Menschen ist die Stadt ein attraktiver Lebensraum dank der Nähe zur Metropolregion Nürnberg und den vielen Arbeitsplätzen internationaler Firmen.
1998 feierte die Stadt „650 Jahre Stadtrecht“ und 2002 „1000 Jahre Herzogenaurach“.
2006 war das Trainingslager der argentinischen Nationalmannschaft für die Fußball-WM 2006 in Herzogenaurach.
2021 trainierte die deutsche Fußballnationalmannschaft für die EM 2021 in Herzogenaurach, 2024 erneut für die Europameisterschaft 2024.